# Sang Xue
Sang Xue (桑雪S, Sāng XuěP; Tientsin, 7 dicembre 1984) è una tuffatrice cinese.
Ha rappresentato la Cina ai Giochi olimpici di Sydney 2000 vincendo la medaglia d'oro nella specialità piattaforma 10 metri sincro femminile, insieme alla connazionale Li Na. È arrivata quarta nel concoroso della piattaforma 10 metri femminile.